# Transport aérien en Iran

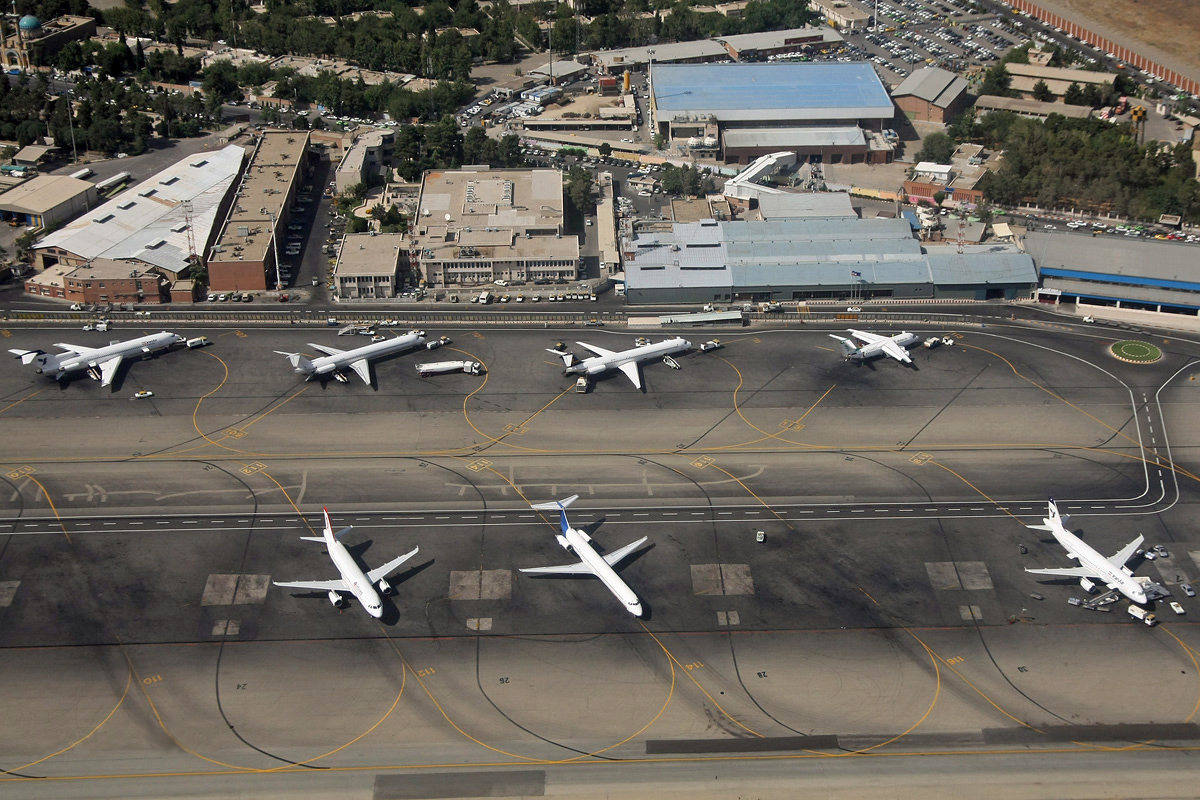
Vue aérienne de l'Aéroport international Mehrabad.

Cet article sur le transport aérien en Iran décrit la flotte aérienne de l'Iran, et donne la liste de ses principaux aéroports et des compagnies aériennes.

## Liste des principaux aéroports iraniens

### Ispahan

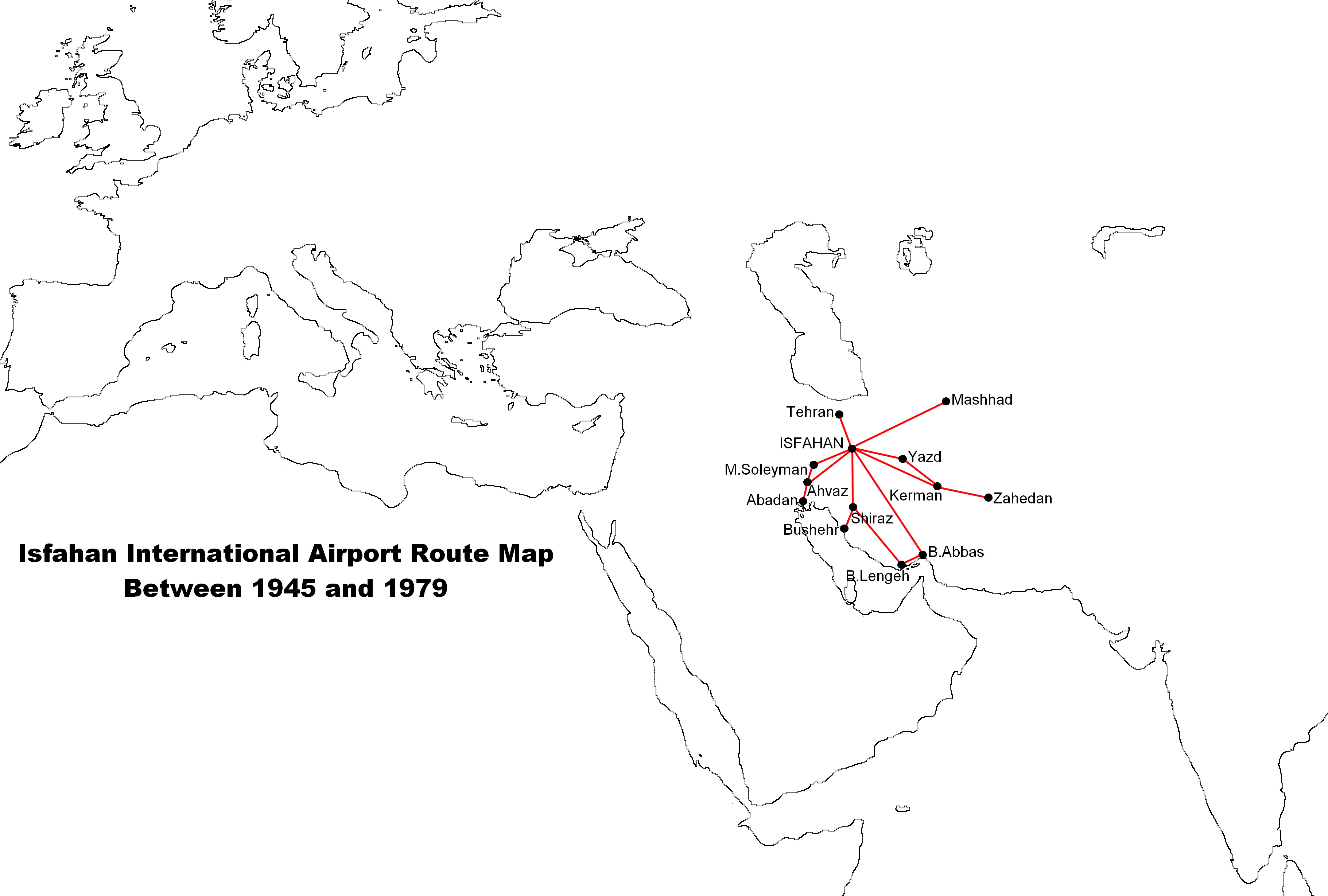
Lignes aériennes à partir d'Ispahan

- Aéroport international Shahid Beheshti

### Mashhad
- Aéroport international Shahid Hashemi Nejad

### Tabriz
- Aéroport international de Tabriz

### Téhéran
L'Iran possède un bon réseau aérien. Le plus grand aéroport (Aéroport international Imam-Khomeini) se trouve notamment à Téhéran, où sont effectués des vols internationaux par les plus grandes compagnes aériennes. De même, il est pratique depuis Téhéran, de voyager vers les villes touristiques du pays comme Chiraz, Mashad, Ispahan ou encore Bandar-e Abbas.
- Aéroport international Imam Khomeini
- Aéroport international Mehrabad

### Chiraz
- Aéroport international Shahid Dastghaib

Pour une liste des aérodromes voir la Liste des aérodromes iraniens

## État et composition de la flotte

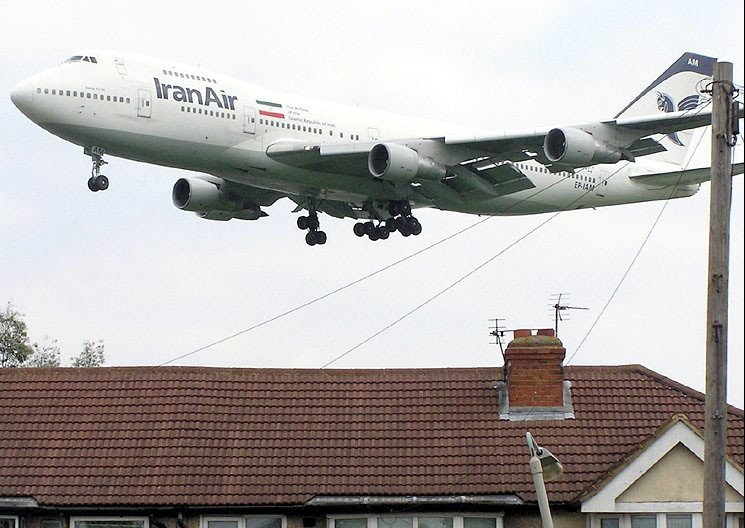
Un Boeing 747-100 d'Iran Air dans la phase d'approche de l'aéroport de Londres (Heathrow)

L'Iran possède plusieurs compagnies aériennes publiques et privées en activité.
La plus ancienne est Iran Air.
La majorité de la flotte aérienne aujourd'hui consiste en de vieux Boeings et des Airbus loués ou d'occasion et des avions de fabrication russe comme les Tupolevs. Les sanctions des États-Unis empêchent malheureusement l'Iran d'acheter la plupart des nouveaux avions fabriqués à l'Ouest pour moderniser rapidement sa flotte âgée. Cela a régulièrement causé de nombreux incidents graves.
L'Iran a cependant commencé à construire lui-même des avions, comme le IrAN-140.

## Liste des compagnies aériennes iraniennes
- Aria Tour
- Bone Air
- Caspian Airlines
- Eram Air
- Fars Air Qeshm
- Iran Air
- Iran Air Tours
- Iran Aseman Airlines
- Iranian Air Transport
- Kish Airlines
- Mahan Air
- Meraj Airlines
- Payam Air
- Pars Airways
- Persian Parvaz
- Qeshm Air
- Safiran Airlines
- Saha Airlines
- Sahand Airlines
- Simorgh Airlines
- Taban Airlines
- Tara Airlines